# Onitis affinis
Onitis affinis là một loài bọ cánh cứng trong họ Bọ hung (Scarabaeidae).